# Крыстава
Крыстава (болг. Кръстава) — село в Болгарии. Находится в Пазарджикской области, входит в общину Велинград. Население составляет 1 030 человек.

## Политическая ситуация
В местном кметстве Крыстава, в состав которого входит Крыстава, должность кмета (старосты) исполняет Мустафа Мехмед Еюпов (Земледельческий народный союз (ЗНС)) по результатам выборов правления кметства.
Кмет (мэр) общины Велинград — Иван Георгиев Лебанов (независимый) по результатам выборов в правление общины.